# Thecoscyphus zibrowii
Thecoscyphus zibrowii ist eine Art aus der Klasse der Schirmquallen (Scyphozoa) innerhalb der Nesseltiere (Cnidaria). Thecoscyphus zibrowii hat kein Medusenstadium und tritt nur als Polyp auf.

## Namensgebung
Das Art-Epitheton wählte der Autor der Erstbeschreibung, der deutsche Meeresbiologe Bernhard Werner (1910–1984), zu Ehren Helmut W. Zibrowius’ (* 1941), der die Probenahme freitauchend mithilfe eines autonomen Leichttauchgeräts durchführte.

## Merkmale
Thecoscyphus zibrowii hat das Medusenstadium reduziert und pflanzt sich im Polypenstadium fort. Die Familie Nausithoidae, zu der Thecoscyphus gehört, ist dadurch charakterisiert, dass die Polypen eine schlanke Peridermröhre aus Chitin ausbilden, in die sie sich zurückziehen können. Derartige Polypen werden nach Gerhard Jarms (* 1948/49?) als Stephanoscyphistomae bezeichnet.
Die Polypen von Thecoscyphus zibrowii kann man in die drei Bereiche unterteilen: Tentakelkranz, Kragen und den immer in der Röhre befindlichen unteren Weichkörperbereich. Die Polypen dieser Art besitzen, verglichen mit anderen Arten aus der Familie, relativ wenige, selten mehr als 20 Tentakel. Diese werden waagerecht zur Seite gestreckt und im vollständig ausgestreckten Zustand normalerweise schirmartig nach unten gebogen. Die durch die Anhäufung von Nesselzellen geknöpft erscheinende Tentakelspitze berührt dabei häufig den Untergrund. An ihrer Basis sind die Tentakel verdickt und gehen in den Kragen über. Die Vermessungen ergaben, dass z. B. ein adulter Polyp mit 15 Tentakeln einen oberen Röhrendurchmesser von rund 1,41 mm und eine Tentakelbasisbreite von rund 280 μm aufweist. Die Tentakel haben im ausgestreckten Zustand einen Durchmesser von ungefähr 120 μm im Bereich der in Spiralen angeordneten Cnidozyten und von etwa 80 μm im zwischen den Cnidozyten liegenden Bereich.
Betrachtet man den Kragen des Polypen in der Aufsicht, so ist zu erkennen, dass er in einen peripheren, tentakeltragenden und einen zentralen, tiefer liegenden Bereich gegliedert ist. Der zentrale Bereich besteht aus einer planen Mundscheibe, die perradial zu dreieckigen Zipfeln ausgezogen ist, welche sich an der inneren Wand des peripheren Kragenbereichs hochziehen. Durch die Mundscheibe hindurch sind die Septenausläufer als dünne weiße Striche erkennbar. Im Zentrum der Mundscheibe befindet sich eine Mundöffnung, die bis an den peripheren Kragenbereich erweitert werden kann. In der Seitenansicht ist zu erkennen, dass der Kragen im unteren Bereich etwas stärker ausgebildet ist und einen ausgeprägten Ring bildet. Dieser liegt im ausgestreckten Zustand wie ein kleiner Wulst direkt auf der oberen Röhrenöffnung. Direkt unterhalb dieses Wulstes befindet sich die Röhrenbildungszone. Bei vollständig eingeschlagenen Tentakeln löst sich dieser Bereich von der Röhrenwand und tritt dann zeitweise als bräunlicher Ring in Erscheinung.
Direkt unterhalb des Kragens ist der Weichkörper, durch die in diesem Bereich transparente Röhre hindurch, relativ gut erkennbar. Die Scheidewände (Septen im Gastralraum) sind im oberen Teil des Polypenweichkörpers nur als schmale Leisten ausgebildet, die weiter unten im Polypen stärker in den Gastralraum vorspringen. Die Peridermröhre der adulten Polypen weist im oberen Bereich eine helle transparentbernsteinfarbene Färbung auf, die zum Fuß hin dunkler wird und bei älteren Polypen in eine dunkelbraune, undurchsichtige Färbung übergeht. Das Periderm sehr junger Polypen ist zunächst noch farblos und transparent und wird erst mit zunehmendem Alter gelblicher und undurchsichtiger. Die Peridermröhre ist außen mit prominenten (maßgebenden) Ring- und schwach ausgebildeten Längsstrukturen versehen. Im Bereich der Röhrenbildungszone wird die Röhre verlängert. Die Innenwand der Röhre ist arm an Strukturen, da keinerlei Peridermzähne vorhanden sind. Im unteren Röhrenbereich treten dagegen regelmäßig bogenförmige Peridermleisten auf, die in fischschuppenartiger Anordnung durchscheinen. Der Durchmesser der Röhre nimmt direkt über der Fußscheibe zunächst stark zu, weiter oben ist die Zunahme des Durchmessers geringer. Für die Röhrenformbeschreibung älterer Polypen ergaben sich durch Vermessung folgende Maße und Messwerte: Durchmesser der Fußscheibe {\displaystyle D_{\text{Sch}}=0{,}417\,\mathrm {mm} }, Durchmesser der Röhre direkt über der Fußscheibe {\displaystyle D_{\text{unt}}=0{,}237\,\mathrm {mm} }, Formquotient der 2-mm-Länge {\displaystyle D/L_{2\,\mathrm {mm} }=0{,}370} und Formquotient der 5-mm-Länge {\displaystyle D/L_{5\,\mathrm {mm} }=0{,}244} (gewichtetes arithmetisches Mittel {\displaystyle n=44}).
Thecoscyphus zibrowii zeichnet sich sowohl durch den Besitz einer Peridermröhre als auch durch die Weichkörper-Organisation als typischer coronater Polyp aus. Er ist aufgrund seiner Strukturmerkmale dieser Familie zuzuordnen. Allerdings liegen die Formquotienten der Röhrenmaße deutlich höher und die Tentakelzahlen deutlich niedriger als bei allen anderen bekannten Stephanoscyphistomae, weshalb die von Werner 1984 eingeführte neue Gattung Thecoscyphus gerechtfertigt ist. Die Nausithoidae besitzen im geschlechtsreifen Zustand üblicherweise acht Gonaden.

## Geografische Verbreitung sowie Vorkommen
B. Werner fand erste Exemplare von Thecoscyphus zibrowii 1975 in Aufwuchsproben aus submarinen (= untermeerischen/unterseeischen) Höhlen an der Küste der Halbinsel Sorrent im Golf von Neapel. Die Art wurde bislang nur noch ein weiteres Mal in submarinen Höhlen an der Küste des Libanon gefunden. Die für die Untersuchungen zu dieser Art verwendeten Tiere gehen auf die von H. Zibrowius 1975 gesammelten Individuen zurück. Die Höhlen, aus denen die Polypen stammen, charakterisiert Werner 1983 als geschlossene Sackhöhlen; nur zwei der Höhlen besitzen eine Luftkuppel oder mehrere Eingänge. Sie liegen in der Kalkstein-Küste i. d. R. zwischen 5 und 15 m Wassertiefe und erstrecken sich zirka 30 bis 100 m in den Fels hinein. Überwiegend sind sie der Stillwasserzone zuzuordnen, nur die beiden offenen Höhlen weisen stärkere Strömungen auf.